# Monika Hálová
Monika Hálová (21. dubna 1959 Praha – 5. června 2010 Mount Albert, Ontario) byla česká herečka, nejvíce známá svou rolí ve filmu Hop – a je tu lidoop, kde ztvárnila partnerku Vladimíra Dlouhého. Ten byl i jejím spolužákem na Pražské konzervatoři.
Již v dětství hrála v divadle Semafor, kam byla angažovaná v době, kdy dětským rolím odrostla Magda Křížková a Lenka Hartlová. S Jiřím Suchým nazpívala několik písní na albu Básníci a Sedláci/Revizor v šantánu. S Jiřím Grossmannem a Miki Volkem nazpívala píseň Já hvězdu ti dám.
V televizi uváděla pořad pro děti Vlaštovka a Plamínek.
V mládí vystudovala hudebně-dramatické oddělení na Pražské konzervatoři. Po škole nastoupila do angažmá v Ostravě
v divadle Petra Bezruče. Během své kariéry hrála v mnoha filmech, ale spíše jen epizodní role. Mezi nejznámější filmy a seriály patří Mapa zámořských objevů, kde se objevila s Vlastimilem Brodským, dále ve filmu Pan Vok odchází (1979), kde si zahrála s Martinem Růžkem a Ivou Janžurovou. Dalším filmem byl Hra o královnu (1980), Zelená vlna (1982), Hop – a je tu lidoop či seriál Malý pitaval z velkého města (1982). Poslední rolí, kdy se objevila v televizi, byl seriál Velké sedlo (1986), kde sváděla ženatého Vítězslava Jandáka. V roce 1986 odešla do Ontaria v Kanadě, kde se věnovala divadlu pro české emigranty a krajany.
V osobním životě se vedle ní objevil herec Václav Kopta, ale ona se provdala za báňského inženýra Ortwina Kolarczyka a odešla  s ním do Kanady. Kariéra herečky pro ni skončila, věnovala se pouze divadlu pro krajany. V Kanadě se podruhé provdala za Daryla Moore a měla s ním čtyři syny (Dustin, Zack,Tyler a Russell). Zemřela v 51 letech v Mount Albertu na rakovinu slinivky břišní.

## Film
- 1971 Slaměný klobouk
- 1972 Aféry mé ženy
- 1975 Profesoři za školou
- 1976 Smrt mouchy
- 1977 Hop - a je tu lidoop
- 1977 Šestapadesát neomluvených hodin
- 1978 Čekání na déšť
- 1979 Pan Vok odchází
- 1979 Pátek není svátek

## Televize
- 1983 Jahody na stéble trávy (TV adaptace - 4 díly) - role: hospodská Jana
- 1986 Velké sedlo (TV seriál) - role: výpravčí